# Wulf Schadendorf

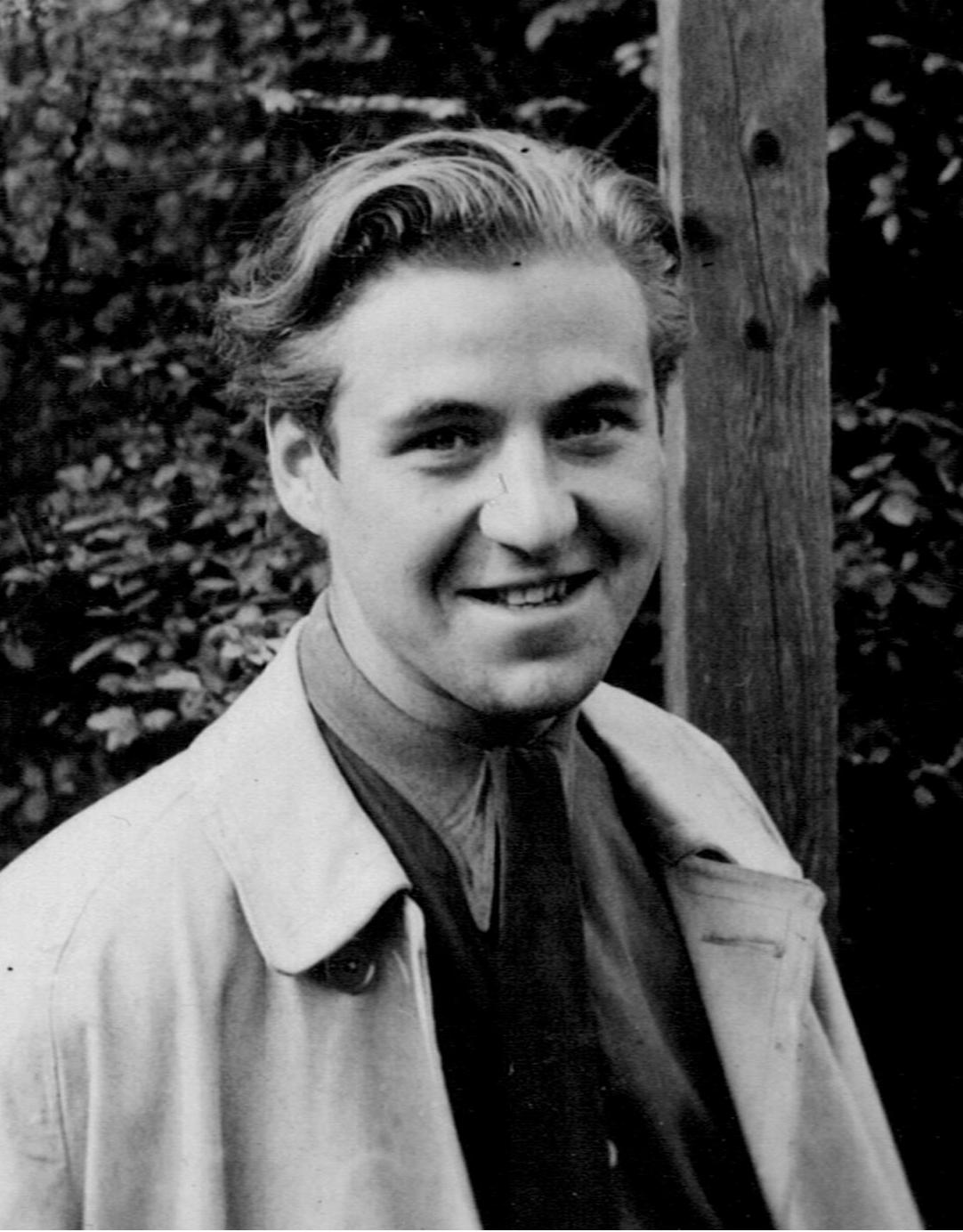
Wulf Schadendorf (um 1952)

Wulf Schadendorf (* 28. November 1926 in Dresden; † 1. August 1985 in Lübeck) war ein deutscher Kunsthistoriker und Museumsleiter.

## Leben
Schadendorf stammte aus einer ursprünglich holsteinischen Familie. Er wuchs in Großenhain, Meißen und Dresden auf. Seine Jugendzeit fiel in die Zeit des Zweiten Weltkriegs, in dem er Luftwaffenhelfer war und Arbeitsdienst und Wehrdienst ableistete. Erst nach Kriegsende konnte er Abitur machen. Er studierte Kunstgeschichte, Geschichte, Germanistik und
Archäologie an der Universität Halle, wo vor allem Wilhelm Worringer sein Lehrer wurde. 1950 ging er in den Westen an die Universität Göttingen und wurde hier 1953 mit einer von Heinz Rudolf Rosemann betreuten Dissertation über das Werk Conrad von Einbecks promoviert.
Von 1954 bis 1957 war er Volontär am Germanischen Nationalmuseum in Nürnberg, von 1957 bis 1960 Museumsassistent am Museum für Kunst und Gewerbe in Hamburg und von 1960 bis 1962 wissenschaftlicher Mitarbeiter am Herder-Institut in Marburg. 1962 erhielt er eine feste Anstellung am Germanischen Nationalmuseum in Nürnberg, wo er die Abteilungen für das 19. und 20. Jahrhundert aufbaute. Ab 1967 arbeitete er an der Gründung des Kunstpädagogischen Zentrums, dessen erster Leiter er 1969 wurde.
Zum 1. September 1974 wurde er als Nachfolger von Fritz Schmalenbach zum Direktor des Museums für Kunst und Kulturgeschichte der Hansestadt Lübeck berufen. In seine Amtszeit fallen die Neuordnung der Dauerausstellung im Behnhaus, die Einrichtung der Graphischen Sammlung, die Schaffung des museumspädagogischen Dienstes sowie 1981 die Errichtung des Museums Drägerhaus mit Schwerpunkt 19. Jahrhundert und Zeugnissen zu Leben und Werk der Brüder Heinrich und Thomas Mann, die später 1993 den Grundstock des Heinrich-und-Thomas-Mann-Zentrums im Buddenbrookhaus bildeten. Das Grundkonzept hatte er schon 1975 in der viel beachteten Ausstellung Lübeck zur Zeit der Buddenbrooks erarbeitet.
Schadendorf baute die Sammlung mit Kunst der Gegenwart aus und regte die Diskussion um angemessene Räumlichkeiten für die Sammlung des 20. Jahrhunderts an, deren spätes Resultat 2004 die Errichtung der Kunsthalle St. Annen war. Er war Mitglied im Vorstand der Lübecker Overbeck-Gesellschaft und ab März 1983 Vorsitzender der Arbeitsgemeinschaft Schleswig-Holsteinischer Museen.
Er starb mit 58 Jahren an einer Krebserkrankung. Sein Nachfolger als Direktor des Museums für Kunst und Kulturgeschichte wurde Gerhard Gerkens. Sein Nachlass befindet sich im Deutschen Kunstarchiv in Nürnberg.

## Veröffentlichungen
- Conrad von Einbeck. Architektur und Plastik der Moritzkirche zu Halle. Dissertation. Göttingen 1953.
- Rathaus zu Göttingen. (= Kleine Kunstführer für Niedersachsen. 1). Musterschmidt, Göttingen 1953.
- Göttinger Kirchen. (= Kleine Kunstführer für Niedersachsen. 2). Musterschmidt, Göttingen 1953.
- Hannoversche Kirchen. (= Kleine Kunstführer für Niedersachsen. 8). Musterschmidt, Göttingen 1954.
- Die Marktkirche zu Hannover. (= Kleine Kunstführer für Niedersachsen. 7). Musterschmidt, Göttingen 1954.
- Das Fagus-Werk Karl Benscheidt Alfeld/Leine. (= Kleine Kunstführer für Niedersachsen. 5). Musterschmidt, Göttingen 1954.
- St. Cyriakus zu Duderstadt. (= Kleine Kunstführer für Niedersachsen. 13). Musterschmidt, Göttingen 1955.
- Die Bernwardstür in Hildesheim. (= Piper-Bücherei. 91). 4. Auflage. Piper, 1988, ISBN 3-492-10611-0.
- Die Moritzkirche zu Halle. (= Das christliche Denkmal. 43). 2. Auflage. Union, Berlin 1965.
- Zu Pferde, im Wagen, zu Fuß. Prestel, München 1959.
- mit Günther Grundmann: Schlesien. Deutscher Kunstverlag, München 1962.
- Das Jahrhundert der Eisenbahn. München, Prestel 1965.
- Dome, Kirchen und Klöster in der Provinz Sachsen und in Anhalt. (= Dome, Kirchen und Klöster. 19). Weidlich, Frankfurt am Main 1966.
- Das Museum und sein Publikum. Kunstpädagogisches Zentrum im Germanischen Nationalmuseum, Nürnberg 1974.
- als Hrsg.: Beiträge zur Rezeption der Kunst des 19. und 20. Jahrhunderts. (Studien zur Kunst des neunzehnten Jahrhunderts 29). Prestel, München 1975, ISBN 3-7913-0104-7.
- Museum Behnhaus. Das Haus und seine Räume. Malerei, Skulptur, Kunsthandwerk. (= Lübecker Museumskataloge. 3). 2., erweiterte und veränderte Auflage. Museum für Kunst u. Kulturgeschichte d. Hansestadt, Lübeck 1976.
- Das Holstentor: Symbol der Stadt. Gestalt, Geschichte und Herkunft des Lübecker Tores. Weiland, Lübeck [1977].
- Ferdinand Georg Waldmüller. Sammlung Georg Schäfer, Schweinfurt 1978.
- Zum Werk des Kieler Malers Friedrich Missfeldt. Gesellschaft für Kieler Stadtgeschichte, Kiel 1980.
- als Hrsg.: Leben und Arbeit in Herrenwyk: Geschichte der Hochofenwerk Lübeck AG, der Werkskolonie und ihrer Menschen. Schmidt-Römhild, Lübeck 1985, ISBN 3-7950-0101-3.
- Das Holstentor zu Lübeck. (= Große Baudenkmäler. 377). 2. Auflage. Deutscher Kunst-Verlag, München/ Berlin  1991.

sowie zahlreiche Ausstellungskataloge u. a. zu Alen Müller-Hellwig, Stanisław Fijałkowski, Hildegard Osten, Hanna Jäger, Anna Dräger-Mühlenpfordt.